# Kevatossaari
Kevatossaari är en ö i Finland. Den ligger i sjön Haapajärvi och i kommunen Idensalmi i den ekonomiska regionen  Övre Savolax ekonomiska region  och landskapet Norra Savolax, i den centrala delen av landet, 400 km norr om huvudstaden Helsingfors. Öns area är 58,7 hektar och dess största längd är 1,7 kilometer i nord-sydlig riktning.